# Otto Gottlieb
Otto Richard Gottlieb (Brno, 31 de agosto de 1920 — Rio de Janeiro, 19 de junho de 2011) foi um químico, pesquisador e professor universitário tcheco, de origem judaica, naturalizado brasileiro.
Grande oficial da Ordem Nacional do Mérito Científico, membro da Academia Brasileira de Ciências, Otto foi professor titular da Universidade de São Paulo (1975 - 1990) e da Universidade Federal Fluminense (2003 - 2011), professor visitante da Fiocruz (1991 - 2001) e do Instituto Nacional de Pesquisas da Amazônia (1968 - 1970).
Foi indicado ao Nobel de Química em 1999, por estudos sobre a estrutura química das plantas, que permitem analisar o estado de preservação de vários ecossistemas. Com seu trabalho, revelou a biodiversidade da flora brasileira e promoveu a fitoquímica no país. Em 1977 Otto foi o primeiro profissional de química a receber o Prêmio Fritz Feigl, criado pelo Conselho Regional de Química - IV Região neste mesmo ano. Foi agraciado com o Prêmio Anísio Teixeira em 1986.

## Biografia
Otto nasceu em Brno (atual República Tcheca), em 1920. Em 1936 foi para a Inglaterra em decorrência da já iminente ascensão do regime nazista, enquanto sua família veio para o Brasil. Ele chegou ao país em 1939 e, no ano seguinte, ingressou no Colégio Universitário. Durante este período, estagiou no laboratório de Imunologia do Instituto Butantã e foi redator da revista Química, publicada pela Escola Nacional de Química. Sendo sua mãe natural de Petrópolis, obteve a nacionalidade brasileira por opção aos 21 anos.
Seu avô paterno fabricava louça esmaltada na Tchecoslováquia e seu pai era químico da fábrica. Seu avô materno exportava café do Rio de Janeiro e de Vitória desde 1880. Otto o primário na Tchecoslováquia, terminando o secundário no Badingham College, na Inglaterra, reunindo-se com a família em 1939 no Rio de Janeiro, onde, desde 1936, sua mãe gerenciava a exportadora de café e seu pai fundara uma fábrica para a transformação química de óleos essenciais em matéria-prima para perfumaria.

## Carreira
Formou-se em primeiro lugar no curso de Química Industrial pela Universidade do Brasil (atual Universidade Federal do Rio de Janeiro). Trabalhou por dez anos na indústria química do pai, que fabricava óleos essenciais da flora brasileira, utilizados como matéria-prima de perfumaria. Mais tarde, decidiu participar de um dos mais importantes grupos de pesquisa sobre produtos naturais da época, o Instituto Weizmann de Ciências, em Israel. Conseguiu uma bolsa de estudos do Conselho Nacional de Pesquisas Científicas, o CNPq, e do National Cancer Institute, iniciando assim uma investigação sobre o isolamento de substâncias químicas de plantas e a determinação de sua estrutura.
Sempre fascinado pela exuberância e vasta composição química da Amazônia, retornou ao Brasil em 1961 para assumir o cargo de tecnologista do Instituto de Química Agrícola, o IQA, onde foi responsável por importantes descobertas como o pau-rosa. Na Universidade Rural do Brasil, atual Universidade Federal Rural do Rio de Janeiro (UFRRJ), obteve o doutorado e o título de livre-docente, o que viria a ser o primeiro de uma série de títulos. Em 1964, foi trabalhar como professor visitante no laboratório da Universidade de Sheffield na Inglaterra e viajou para os Estados Unidos para um mês de estágio na Universidade de Indiana. No mesmo ano, retornou ao Brasil para a chefiar a implantação do laboratório de fitoquímica da Universidade de Brasília (UnB). Em 1967, criou o laboratório de Química de Produtos Naturais no Instituto de Química da Universidade de São Paulo, de onde se aposentou em 1990.
Otto Gottlieb mapeou centenas de espécies e estabeleceu índices para o comportamento delas, possibilitando a medição da biodiversidade de ecossistemas. Seus estudos também resultaram na descoberta de substâncias como as neolignanas, de efeito anti-inflamatório.
Gottlieb foi professor da USP até se aposentar, aos 70 anos. Trabalhou na Fiocruz até 2002, quando foi para a Universidade Federal Fluminense. Durante a vida montou uma biblioteca própria sobre recursos naturais com aproximadamente dois mil livros. Sua pesquisa científica resultou em quase 700 artigos, basicamente sobre o tema sustentabilidade. É considerado o cientista brasileiro que mais chegou perto do Prêmio Nobel, sendo indicado nos anos de 1998, 1999 e 2000.

## Morte
Morou no Rio de Janeiro até sua morte, na noite do domingo do dia 19 de junho de 2011, aos 90 anos. Está sepultado no Cemitério Comunal Israelita.